# レインエンターテイメント
株式会社レインエンターテイメントは、アダルトゲームの製作・販売会社。

## 概要
1999年に有限会社レインソフトウェアを設立。その販売会社として、2004年に株式会社レインエンターテイメントを設立。BLACKRAINBOWでは「村越」が登場するゲームや寝取られを主題としたゲームを主に発売している。cyonでは同人ゲームのリメイクや、アダルトアニメのゲーム化など再発売・メディアミックス作品が多数を占める。また、アダルトゲームのコンシューマー機・DVDPG・UMDPGへの移植事業や「雨月」などのゲーム基板事業を行っている。
PC向けの新製品発表は何年も行われておらず、かつて販売した製品も大半はサポート期間終了となっている。

## 製品一覧

### RAIN SOFTWARE
- おまかせ同好会
- DOUBLE RONDE　※アーケード版発売中止。Windows版はDVDPG版の移植版としてcyonから発売。

### BLACKRAINBOW
- 催眠シリーズ
  - 催眠術
  - 催眠学園
  - 催眠術2
  - 裏・催眠術2 〜催眠術2ファンディスク〜
  - 擬態催眠
- 巫 〜かんなぎ〜（「BLACK RAINBOW for WEST」名義）
- From M
- 黒虹本
- ガジェット
  - ガジェット ファンディスク
- .fuck
  - 「かなえ編」「咲夜編」「レン編」「かすみ編」
- 不幸な神
- 姉恋模様
- 相姦遊戯
  - 「姉・ゆり編」「母・あおい編」「家族相姦編」
- アルタードピンク 〜特務戦隊デュエルレンジャー〜
- 相姦遊戯2
- 新婚性活（「BLACKRAINBOW with ニコチンソフト」名義）
- 黒虹本2
- 痴漢のライセンス (BLACKRAINBOW+C:drive.)
- 黒虹箱
- 淫獄痴漢列車 ～A Molestertrain Named Desire～ (BLACKRAINBOW+Anim)

cyon
- めっちゃママ
- つ・ぼ・み
- 淫獄病棟1&2（ガールズソフトウェアの「淫獄病棟」「淫獄病棟2」のパック版）
- 麻雀ダブルロンド
- 麻雀 夢・天・使
- 麻雀 夢・天・使R
- 透明人間 THE GAME
- キスより甘くて深いもの
- 閉鎖病棟 THE GAME

SUNLITE
- とりかえっ娘しよッ! 〜彼氏彼女の秘密の関係〜
- かんなび －神奈備－

その他
- 少年達の病棟（Singing Canary）
- ぴことちこ ショタアイドルのオシゴト（てぃんこーべる）
- 世界ノ全テノ全テ（霊岳ソフト）
- パジャマさんこんにちわ（Emu）

### DVDPG移植
BLACKRAINBOW DVDPG Division

### UMD-PG移植
Palace
ぷちぱれす

### コンシューマ機移植
- 風ノ唄（キャララ）※DC
- Dear My Friend～Love like powdery snow～（ イエティ）※PS2
- 真・恋姫†夢想～乙女繚乱★三国志演義～ （ イエティ）※PS2、PSP

### アーケードゲーム
真・恋姫†夢想～乙女対戦★三国志演義～（Rain entertainment）

## 主なスタッフ
原画
- 皇裕介
- 吉野恵子※外注。株式会社フェザード所属。

シナリオ
- シャア専用
- NATORI烏賊※退社。ネクストンの協力を得て筆柿そふとを設立。

## 備考
- 2008年4月に発売された「裏・催眠術2」において発売前にゲームの素材が流出する事件が発生した。ホームページで経過が報告されているが、流出原因は特定されていない。